# バトルフィールド2042
『バトルフィールド 2042』(Battlefield 2042、BF2042)は、エレクトロニック・アーツより2021年11月19日に発売されたファーストパーソン・シューティングゲーム。バトルフィールドシリーズ14作目である。本作ではシングルプレイキャンペーンが無くなり、マルチプレイに特化している。

## 概要
2013年に発売された『バトルフィールド4』の直接的な続編であり、22年後の2042年に人類の戦争が起きたとする架空の物語である。今作で登場するマップは、東アジア、中東、大韓民国、シンガポール、エジプト、カタール、南極、フランス領ギアナを舞台としている。
最初のゲームプレイトレーラーは 2021年6月13日に公開された。2021年12月、開発体制の大幅な見直しが発表された。2022年2月1日、エレクトロニック・アーツのCEOが本作の失敗を認めた。
2021年10月22日より、PC(Microsoft Windows)、PlayStation 4、PlayStation 5、Xbox One、Xbox Series X/Sのプラットフォーム向けにリリース予定であったが、2021年11月19日に延期された。必要動作環境は当時としてはかなり高く設定された。

## ストーリー
「混沌の10年」と呼ばれる世界的な窮地を背景に、「ノン・パトリエイト」（非国家系）、通称「ノーパット」と呼ばれる国家を軸としない人々の巨大なコミュニティが誕生。テクノロジーの進歩により再構築された国家と反発する姿勢を見せた。
そんな中、大国であるアメリカ合衆国とロシアが全面戦争を開始。世界中で戦いが始まる中、両国はかつて軍事および戦闘訓練を受けたノーパットのスペシャリストを戦いに参加させる事を決意。ノーパット達はどちらの勢力につくかを決定し、武器を取る。

## ゲームシステム
本作ではキャンペーンモードが無くなり、これまでのシリーズで最大64人だったものが、初めて最大128人対戦に対応している（Xbox OneとPS4のみ最大64人）。マルチプレイのゲームルールには、コンクエスト、ブレークスルー、ハザードゾーンが実装されている。マップは、オービット、アワーグラス、カレイドスコープ、マニフェスト、ディスカード、ブレイクウェイ、リニューアルがある。
他にもAIを用いたBOT兵士が導入されている。これはソロで練習したり、フレンドとパーティを組んで少人数でプレイするといった使い方ができる。

### スペシャリスト
シリーズで初めて導入された要素として、兵科固有の能力をもつスペシャリストというシステムが実装されている。これに伴い、これまでに兵科選択で採用されてきたクラス制が廃止された。各スペシャリストには、それぞれ異なった専門技能を持ち、それ以外の装備品はフルカスタマイズして出撃可能となっている。発売時点では10人のスペシャリストが実装されているが、発売後のアップデートにより順次新たなスペシャリストが追加予定である。
キンブル・グレーブス　コードネーム：アイリッシュ
アメリカ合衆国出身。スペシャリスト達の司令官でアメリカ海兵隊出身。
「防衛強化システム」 -  銃弾や爆発物を退けるバリケードおよび、爆発物を破壊するタレット。
「ベテラン」 - アーマーが強化。倒された敵からの追加ボーナス。
ウェブスター・マケイ
カナダ出身。十代でカナダ陸軍に入隊し、対テロ特殊部隊であるJTF-2に所属した。
「グラップリングフック」 - 壁に吸着するロープを発射して、自分の体を吸着位置まで引き寄せる。
「俊敏」 - 銃のサイトを覗いた状態での移動速度が速い。
マリア・ファルック
ドイツ出身。ドイツ連邦軍に衛生兵として6年間勤務し、失踪した息子の行方を探している。
「注射器ピストル」 - 味方に注射器を発射して回復させる。敵に発射するとダメージを与える。
「軍医」 - ダウンした味方を蘇生する。
ピョートル・ガスコヴィスキィ　コードネーム：ボリス
ロシア出身。権力のためスペシャリストとなった元武器商人。
「SG-36セントリーシステム」 - 特定のエリア内で検出された敵を自動的にスポットする。
「セントリーオペレーター」 - セントリーガンでロックオンした対象をスポットする。
ウィカス・ヴァン・デール　コードネーム：キャスパー
南アフリカ出身。優秀な斥候であり、偽の殺人容疑をかけられ国外へ逃亡した。
「OV-P偵察ドローン」 - 動く標的をスポットし、EMPにより敵を混乱させる。
「モーションセンサー」 - 敵の接近を警告してくれる。
ナヴィン・ラオ
インド出身。海兵コマンド出身でハッキングの名手。
「電子戦用装備」- 敵の設備をジャミングしたり、タレットなどを遠隔操作したりする。
「トロイのネットワーク」- ハッキングにより敵の情報を得る。
サンティアゴ・エスピノーザ　コードネーム：ドーザー
メキシコ出身。元アメリカ陸軍の兵士で母国でガンスミスをしていた。
「SOB-8 バリスティックシールド」 -　銃弾を避けたり、障壁を破るシールド。
「ブラスト・レジスタント」 - 爆破ダメージを受けにくくなる。
エマ・ロジエ　コードネーム：サンダンス
フランス出身。犯罪シンジケートを経て軍に加入、破壊工作のエキスパート。
「スマート・エクスプローシブ」- 対装甲やEMPなどガジェット無力化用の手榴弾。
「ウイングスーツ・オペレーター」- パラシュートの代わりに使用し、より自由に滑空する。
コンスタンティン・アンジェル　コードネーム：エンジェル
ルーマニア出身。メカニックの家系であり、海軍では整備兵として活躍した。
「装備箱」 - 弾薬やアーマーなどを供給できる箱。
「トラウマ・スペシャリスト」 - 蘇生した相手にアーマーポイントが付与される。
ジス・パイク
韓国出身。特殊戦司令部の一員で潜入のプロ。
「EMG-X スキャナー」 - 壁越しでも敵をスキャンする。
「脅威感知」 - ダメージを受けたときに位置を割り出せる。
エウェリナ・リズ
ポーランド出身。GROMの対空部隊に所属していた。
「G-84 TGM」 - リモコンで誘導可能な対車両・航空機ミサイル。
「アーマーハンター」- 近くにいる敵の車両を自動的に検知する。
チャーリー・クロフォード
イギリス出身。MI6出身で武器や情報の取引に通じる。
「固定バルカン砲」 - 地面に設置して手動で発射する機関銃。
「キャッシュポイント」 - 蘇生した相手に追加のガジェット弾を補給する。
ラシード・ゼイン
エジプト出身。悪名高い過激分子「オズ」の副官で両足が義足。
「XM370A」- 遮蔽物の後ろにいる敵を弾き出すエアバーストランチャー。
「回復マスター」- 敵を倒した後より早く体力が回復する。
カミラ・ブラスコ
スペイン出身。パナマ生まれで「オズ」に協力的なインパヴィード号の艦長。
「X6-潜入デバイス」 - 敵デバイスからの探知を阻止するシグナルジャマー。
「奇襲の達人」 - モーション検知系のガジェットに探知されない。

## 批判
前述の通りEAのCEOは本作の失敗を認めており、本作はバグの多さやサーバーパフォーマンス、兵科制の廃止、コア機能（サーバーブラウザやチーム全体スコアボードなど）の欠如といった様々な点でユーザーから酷評されている。
Metacriticでは大手ゲームメディアの評価は比較的高いスコアとなったものの、ユーザースコアは極めて低いスコアとなった。
2022年2月時点においてMetacriticのユーザースコアはPC版が2.1、PS5版が2.7、Xbox Series X版が2.3、Xbox One版が1.4、PS4版が1.8となっており、全てのプラットフォームで低評価となっている。
またSteamにおいては全ての言語において直近の評価が「Overwhelmingly Negative（圧倒的に不評）」となっている。
本作はSteamにおいて「一時的に最もプレイされたゲームの一つ」を記録したのと同時に「最も低評価がつけられたゲームの一つ」にもなった。

### 日本EA公式イベントにおいての不手際
2021年11月20日、EA Japanは「発売記念配信～芸人&ストリーマー混合対決～」と称した発売記念配信イベントを実施したが、イベント中に様々な技術的・コミュニケーション不足を要因とする問題が発生し、SNSを中心にEA及びEA Japanへの批判が集まった。
イベントから11日後、EA Japanはバトルフィールドシリーズ日本公式Twitterアカウントのツイートにおいて「本イベントで発生した問題の責任は全て自社にあるもの」として不手際を謝罪した。

### EAの反応
ホリデー休暇明けの2022年1月6日、EAのシューター＆スター・ウォーズ担当統合コミュニケーション・グローバル・ディレクターであるアンディ・マクナマラはファンからの批判や要望を目にして「ファンの皆様のご要望にお応えするには、計画と実行に時間がかかる」として「あなたたちの期待は残酷だ（These expectations  are brutal）」というツイートを公開した。
従来のシリーズファンからの要望を「Brutal（残酷）」と表現したことや、発売から1ヶ月以上経ったにもかかわらずゲームが多数の問題を抱えていたことから、このツイートは瞬く間に非難を浴び、マクナマラは後に当該ツイートを削除し「こちらのメッセージがきちんと伝わらなかった」として謝罪した
。
一方で開発チームが本作の抱える問題を解決せずにホリデー休暇に入ったことに関してはファンの間でも賛否両論となり「ゲームが致命的な問題を抱える中であったとしてもデベロッパーには休暇が与えられて当然だ」という意見も多く見られた。

### シリーズ元開発者からの批判
本作は過去にバトルフィールド (コンピューターゲーム)に携わったスタッフからも批判されている。
バトルフィールド3、バトルフィールド バッド カンパニー2でリードデザイナーを務めたデイビッド・ゴールドファーブは「自分はバトルフィールド2042をプレイしていないし、映像もこれまで見たことがなかった」と前置きした上で、YouTube上の本作に関する批判動画を目にして「なぜ歩兵向けの小さなマップがないのか？」、「品質管理をするものはいなかったのか？」、「上層部による障害は知っているが本作の多くの失敗に驚いた」とTwitter上で反応し「DICEが次にやるべきことは2143、あるいは新規IPの開発である」と評した。
バトルフィールドVでプロデューサーを務めたヤクブ・アジュマルも同様にTwitter上でバトルフィールド2042について触れて、時間がかかるウィークリーミッションに苦言を呈した。

### シーズン1の延期とトラブル
本作は当初2022年3月にシーズン1がリリースされる予定であったがEAにより2月1日、「クオリティの向上のため」としてシーズン1を2022年初夏（Early Summer）に延期することがアナウンスされ、突如として発表されたシーズン1の延期に関して一部のユーザーから批判が相次いだ。
その後、シーズン1”Zero Hour”の配信が6月9日に行われたものの、すべてのプラットフォームでサーバーエラーが立て続けに発生し、およそ4時間に渡ってプレイヤーがログインできない状態が続いた他、バトルパスの不具合も発生し、サービス全体が復旧するまでにおよそ数日を要した。

### ハザードゾーンの開発終了
2022年5月にハザードゾーンの開発終了が発表された。これも一部のユーザーから批判が相次いでいる。

## 評価
IGNゲームレビュワーのステラ・チャンは本作に7/10のスコアを与え、ポータルやハザードゾーンを評価する一方、128人対戦について触れて「大きなものが常に良いとは限らないことの良い例」とし「バトルフィールド2042は多くのことに挑戦しようとしているが、価値があるのはほんの一部に過ぎない」と評した。
PC Gamerゲームレビュワーのタイラー・ワイルドは本作に80%のスコアを与え「All-Out Warfare、ポータル、ハザードゾーンは戦争のおもちゃ箱であり、スコアボードの欠如などの残念な点を渋々受け入れるのには十分だ」と評した。
Eurogamerゲームレビュワーのマーティン・ロビンソンは本作を「これまでのシリーズで最も混乱し、妥協したものであると感じた」とし「同様にローンチ時にトラブルを抱えたバトルフィールド4より実存的な問題があり、希望はあるものの本作は新しく興味深い方法で失敗した」と評した。
Change.orgで2022年2月現在、本作の返金を求める署名活動が行われている。

### 受賞
- 価格.comプロダクトアワード2022 - ゲーム部門 プレイステーション5(PS5) ソフト 銅賞[38]